# Top Channel
Top Channel è un canale televisivo privato albanese disponibile in Albania a livello nazionale. È la rete ammiraglia del gruppo Top Media (il principale operatore mediatico privato in Albania). Fu fondato il 30 luglio 2001 da Dritan Hoxha.
Il canale è visibile anche in digitale terrestre (Digitalb Tokesor) e sul satellite (Digitalb Satelitor) a pagamento.
Top Channel trasmette l'edizione ufficiale del Grande Fratello (Big Brother) in Albania. Inoltre, lo spettacolo è disponibile 24 ore su 24 su due canali dedicati, Big Brother VIP 1 e Big Brother VIP 2, sulla piattaforma DigitAlb. Trasmette anche la versione albanese di Striscia la notizia (Fiks Fare).
È ricca di programmi di intrattenimento come: Top Story (simile a Matrix / Porta a Porta trasmessa in prima serata), Top Show (talk show stile Maurizio Costanzo Show trasmessa in seconda serata), Portokalli (cabaret stile Zelig e Colorado trasmesso in prima serata), E Diell (programma di intrattenimento stile Domenica In / Domenica 5 condotto da un noto presentatore albanese), Pasdite ne Top Channel (programma di intrattenimento stile La Vita In Diretta / Pomeriggio 5), Tjetri! (la versione albanese di Avanti un Altro! trasmessa nel preserale), 100 Milione (la versione albanese di The Money Drop trasmessa in prima serata), The Voice of Albania (la versione albanese di The Voice trasmessa in prima serata), Master Chef Albania (la versione albanese di Master Chef trasmessa in prima serata). Top Channel è stato dal 2004 al 2011 il canale più importante in Albania ed uno dei primi nella penisola balcanica.

## Canali televisivi (Top Media)
| Nome        | HD | Digitale terrestre | Digitale satellitare | Streaming | LCN DTT |
| ----------- | -- | ------------------ | -------------------- | --------- | ------- |
| Top Channel | Si | Si                 | Si                   | Si        | 5       |
| Top News    | Si | Si                 | Si                   | Si        | 45      |
| My Music    | No | Si                 | Si                   | Si        | -       |
| Melody TV   | No | Si                 | Si                   | Si        | -       |

### Annotazioni
1. ↑  Canali disponibili nelle zone coperte dal nuovo segnale DVB-T2.
2. ↑  Canali disponibili in Europa, sul satellite, tramite la piattaforma pay tv "Digitalb".
3. ↑  Canali disponibili (a pagamento), in tutto il mondo, tramite app OTT ufficiale "Digitalb". App disponibile su Android TV e dispositivi mobili con sistema Android.